# Пубо
Пубо́ (фр. Poubeau, окс. Pobòu) — коммуна во Франции, находится в регионе Юг — Пиренеи. Департамент — Верхняя Гаронна. Входит в состав кантона Баньер-де-Люшон. Округ коммуны — Сен-Годенс.
Код INSEE коммуны — 31434.

## География
Коммуна расположена приблизительно в 690 км к югу от Парижа, в 120 км к юго-западу от Тулузы.
На юге коммуны протекает река Порте (фр. Portet).

## Климат
Климат умеренно-океанический. Зима мягкая и снежная, весна характеризуется сильными дождями и грозами, лето сухое и жаркое, осень солнечная. Преобладают сильные юго-восточные и северо-западные ветры.

## Население
Население коммуны на 2010 год составляло 73 человека.
| 1962 | 1968 | 1975 | 1982 | 1990 | 1999 | 2010 |
| ---- | ---- | ---- | ---- | ---- | ---- | ---- |
| 16   | 11   | 10   | 30   | 39   | 53   | 73   |

## Экономика
В 2010 году среди 48 человек трудоспособного возраста (15—64 лет) 38 были экономически активными, 10 — неактивными (показатель активности — 79,2 %, в 1999 году было 69,2 %). Из 38 активных жителей работали 37 человек (24 мужчины и 13 женщин), безработной была 1 женщина. Среди 10 неактивных 2 человека были учениками или студентами, 5 — пенсионерами, 3 были неактивными по другим причинам.

## Фотогалерея

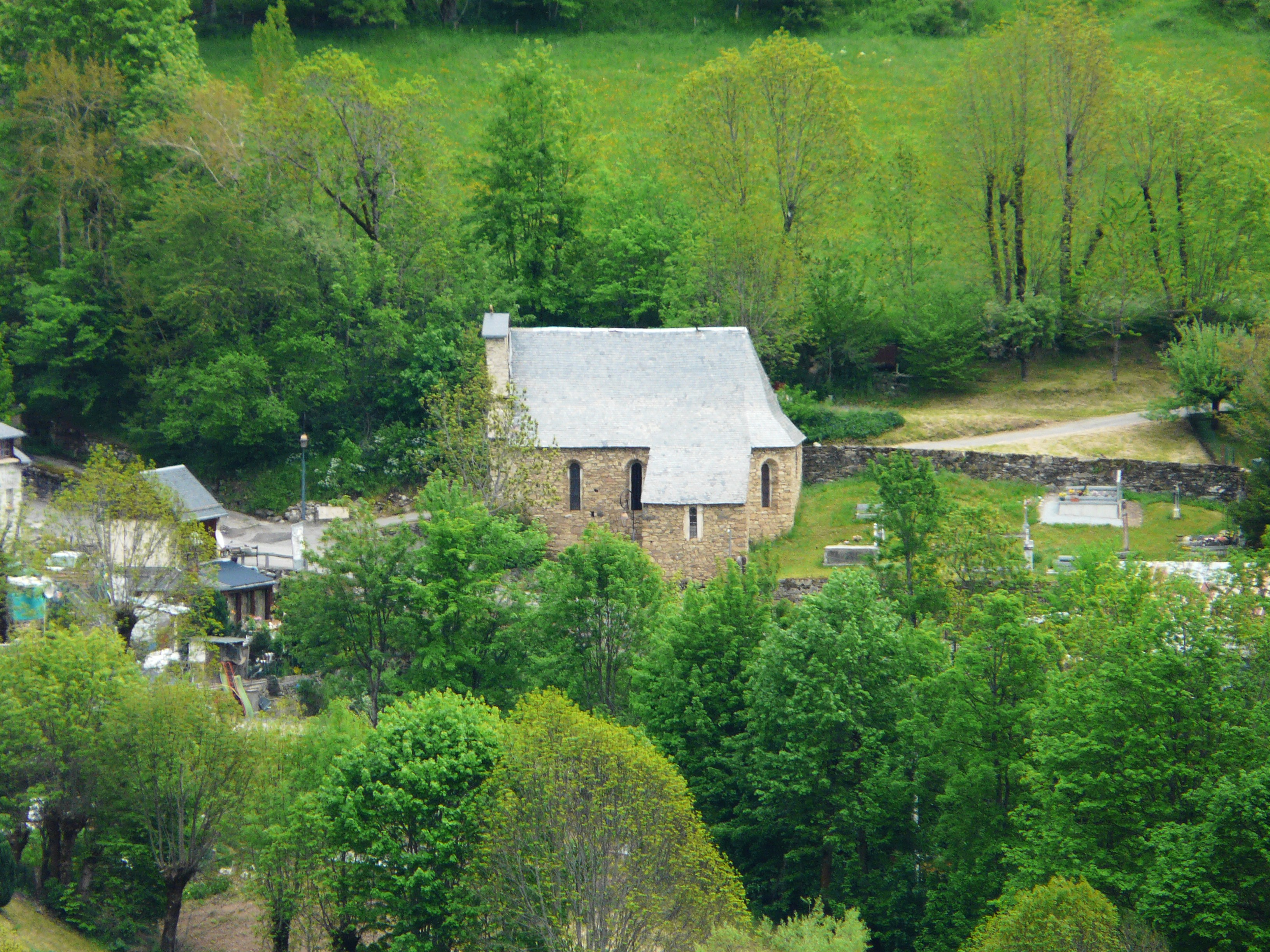
Церковь Св. Симплиция
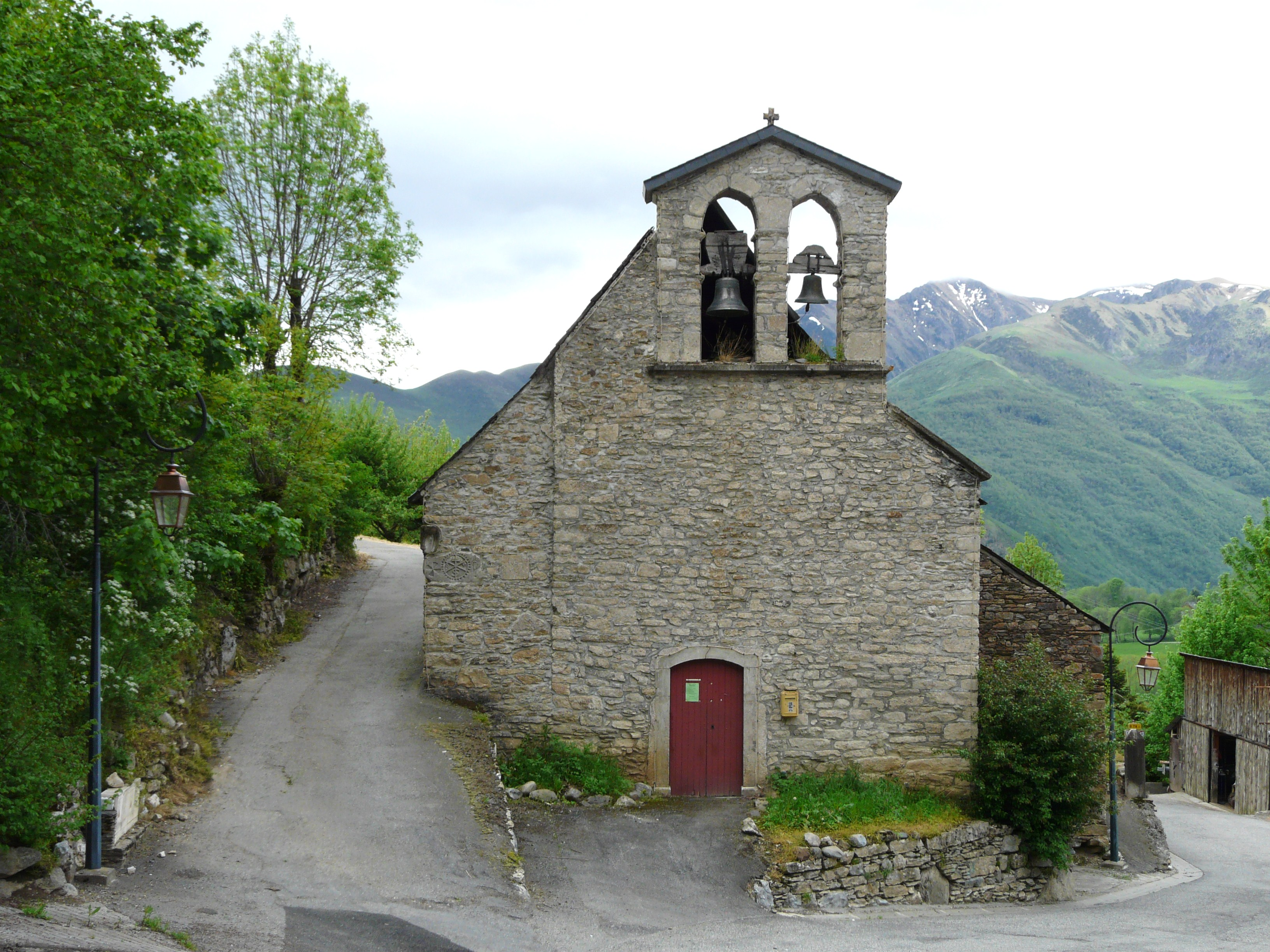
Церковь Св. Симплиция
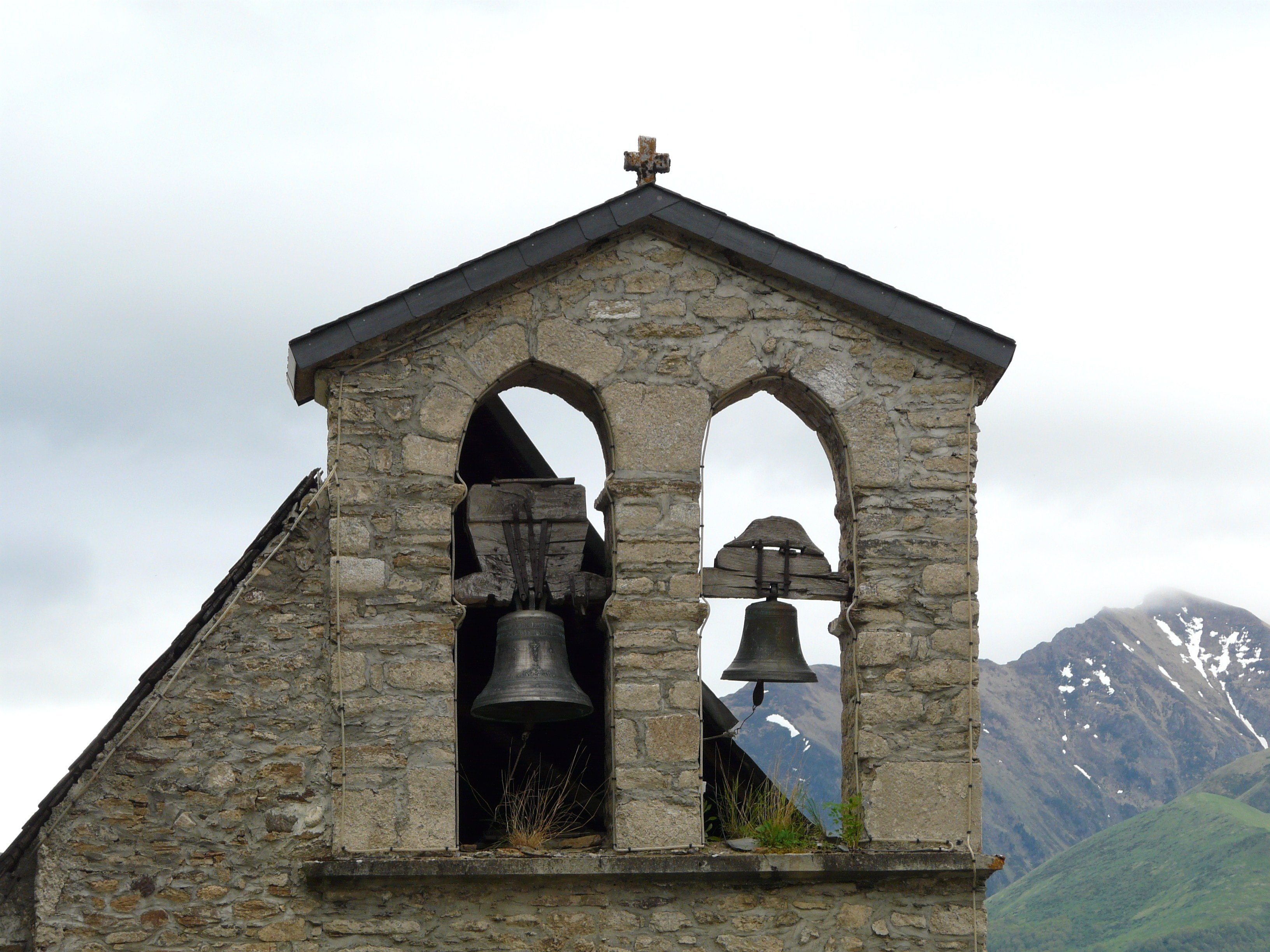
Колокольня церкви Св. Симплиция
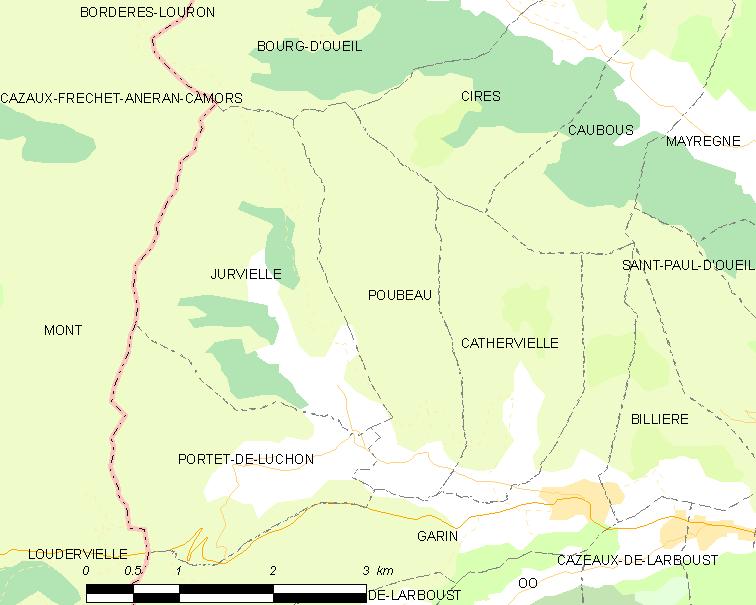
Карта коммуны